# Pogrom de Cracovie de 1945
Le pogrom de Cracovie de 1945 s'est déroulé dans la ville de Cracovie en Pologne le 11 août 1945 et d'après les historiens aurait fait un mort et cinq blessés graves.

## Genèse des émeutes
Entre 68 000 et 80 000 Juifs vivent à Cracovie avant la Seconde Guerre mondiale et l'invasion de la Pologne par les Allemands en septembre 1939. À la suite de la Shoah et du déplacement de population qui en a résulté, il ne reste qu'environ 500 Juifs à Cracovie en janvier 1945, immédiatement après l'arrivée des troupes soviétiques. Ce nombre va graduellement augmenter avec le retour d'environ 2 000 habitants juifs de Cracovie d'avant-guerre. En plus de nombreux réfugiés juifs des villages et villes environnantes, retournant d'Union soviétique, s'installent à Cracovie,. En mai 1945, le nombre de Juifs dans la ville s'élève à 6 637.
Le retour de la population juive n'est pas bien vu par tout le monde, particulièrement par les éléments antisémites de la population ainsi que par ceux qui se sont approprié des biens juifs pendant la guerre et qui craignent maintenant de devoir les restituer. La sécurité de la communauté juive à Cracovie devient un problème très sérieux, même si « aucun événement sérieux n'est enregistré dans les régions rurales et dans les petites villes environnantes ». En juin 1945, le voïvode de Cracovie décrit les tensions grandissantes dans son rapport: 
« En ce qui concerne l'attitude de la population polonaise envers les Juifs, des relents de l'influence nazie, acquise durant la période d'occupation, persistent encore… Des vols accompagnés du meurtre de Juifs ont lieu: les motifs et les coupables ne sont généralement pas trouvés. Néanmoins, leur motivation antisémite est apparente… Lors du mois précédent, il n'y a pas eu d'évènements anti-Juifs sérieux dans la voïvodie, cependant, il n'y a aucune évidence que l'attitude de la société ait changé envers les Juifs... Un évènement totalement insignifiant, ou la plus improbable rumeur peut déclencher de sérieuses émeutes. L'attitude de la populace envers les Juifs est un sérieux problème nécessitant une vigilance constante de la part des autorités et une interaction adéquate avec les organisations de niveau inférieur. »

## L'émeute
Le 27 juin 1945, une femme juive est amenée au poste de police de la Milicja Obywatelska (Milice civique), faussement accusée d'avoir tenté d'enlever un enfant. En dépit du fait que l'investigation ait révélé que la mère avait laissé son enfant à la garde de la suspecte, des rumeurs commencent à se propager qu'une femme juive a enlevé un enfant afin de le tuer. Une foule criant des slogans anti-Juifs se rassemble alors sur la place Kleparski, mais un détachement de la Milice ramène le calme. Pendant ce temps, des rumeurs de crimes rituels continuent à se propager: treize corps d'enfants chrétiens auraient été découverts. Le 11 août, le nombre de victimes supposées a atteint quatre-vingts. Des groupes de voyous se réunissent sur la place Kleparski et vont régulièrement jeter des pierres sur la synagogue Kupa. Le 11 août 1945, un jeune garçon de treize ans qui jette des pierres, est appréhendé, mais réussit à s'enfuir vers la place du marché proche en criant: « Aidez-moi, les Juifs ont essayé de me tuer ». Immédiatement la foule se précipite et pénètre dans la synagogue Kupa et moleste les Juifs qui priaient ce samedi matin, jour de Chabbat et brûle les rouleaux de Torah. L'auberge juive qui accueillait des émigrés est aussi attaquée. Des hommes, des femmes et aussi des enfants juifs sont battus jusque dans la rue; leurs maisons sont saccagées et pillées. Certains juifs blessés pendant le pogrom sont hospitalisés et seront de nouveau frappés à l'hôpital même. Une des victimes du pogrom atteste : 
« J'ai été emmené à la seconde circonscription de la milice, où ils ont appelé une ambulance. Il y avait cinq autres personnes là-bas, dont une femme polonaise sérieusement blessée. Dans l'ambulance, j'ai entendu les commentaires du soldat escorteur et de l'infirmière qui parlaient de nous comme de la racaille juive qu'ils devaient sauver et qu'ils ne devraient pas, car nous avions tué des enfants et que nous devrions tous être abattus. Nous avons été conduits à l'hôpital St Lazarus rue Kopernik. J'ai été le premier à être conduit en salle d'opération. Après l'opération, un soldat est venu et a dit qu'il va conduire tout le monde en prison après l'opération. Il a frappé un des blessés juifs qui attendait une opération. Il nous a surveillé avec son fusil armé et nous a interdit de boire de l'eau. Quelques instants plus tard, deux cheminots sont apparus et l'un d'eux a dit : "C'est un scandale qu'un Polonais n'ait pas le courage civil de frapper une personne sans défense ", et il a frappé un des blessés. Un des pensionnaires de l'hôpital m'a frappé avec une béquille. Les femmes, y compris les infirmières, se tenaient derrière les portes nous menaçant qu'elles n'attendaient qu'une chose : que nous en ayons fini avec les opérations pour  nous mettre en morceaux.  »
Durant le pogrom, certains Polonais ont été pris pour des Juifs et ont aussi été attaqués. Les émeutes se sont principalement déroulées dans les rues Miodowa, Starowislna, Przemyska et Jozefa du quartier  Kazimierz, et furent les plus intenses entre 11 heures du matin et 13 heures, se calmant vers 14 heures, pour reprendre de la vigueur dans la soirée où le feu a été mis à la synagogue Kupa. Des policiers et des soldats ont participé activement aux évènements. Parmi les vingt-cinq personnes accusés d'incitation à la haine raciale, de vols et de violence contre les Juifs, douze étaient des membres des forces de l'ordre.

## Les victimes
Dans les archives du Département de médecine légale de Cracovie, il est fait état d'un mort pendant les évènements du 11 août 1945. La victime, Róża Berger, 56 ans est une survivante d'Auschwitz, qui a été tuée alors qu'elle se tenait derrière une porte fermée,.
L'historienne polonaise, Anna Cichopek, mentionne dans sa thèse de maîtrise universitaire, publiée ultérieurement sous forme de livre que toutes les sources historiques confirment qu'il n'y a eu qu'un mort.
Cependant, elle indique aussi que dans une photo d'archive de funérailles, on voit clairement cinq cercueils. Elle suggère donc qu'il y a peut-être eu cinq morts; elle affirme aussi dans son livre que The New York Times en 1946 indique la mort d'un homme, Anszel Zucker, et que la Polska Agencja Prasowa mentionne la mort d'une autre femme inconnue, en plus de Róża Berger, et des cinq blessés graves.
L'historien polonais Julian Kwiek, qui a publié les documents polonais existants concernant les évènements de Cracovie, indique n'être pas familier avec le document cité par Cichopek, en dehors de la littérature scientifique. Il écrit qu'un mort est confirmé d'après toutes les sources historiques, et qu'en conséquence, on peut réellement se poser la question si un tel évènement répond vraiment à la définition d'un pogrom, même si la majorité des sources le définit ainsi,,,,,,,,,,,,,,,,,,.
Un autre historien, Dariusz Libionka, du Centre de recherche sur la Shoah  de l'Académie polonaise des sciences, suggère que les photos montrant les cercueils ont été prises le 24 avril 1946, soit au printemps de l'année suivante et proviennent des funérailles à Cracovie de cinq Juifs abattus le 21 avril 1946 par les partisans de Józef Kuraś, de nom de guerre Ogień, près de Nowy Targ. Dans tous les cas, Libionka conclut qu'il aurait été plus approprié pour Anna Cichopek de s'en tenir aux études existantes plutôt qu'au matériel d'archive. Il constate que Polska Agencja Prasowa mentionne un mort et cinq blessés. Libionka met aussi en doute les sources d'information concernant la mort d'Anszel Zucker. Selon lui, on doit conclure que le pogrom de Cracovie n'a fait qu'un mort et cinq blessés graves.